# Norðausturkjördæmi

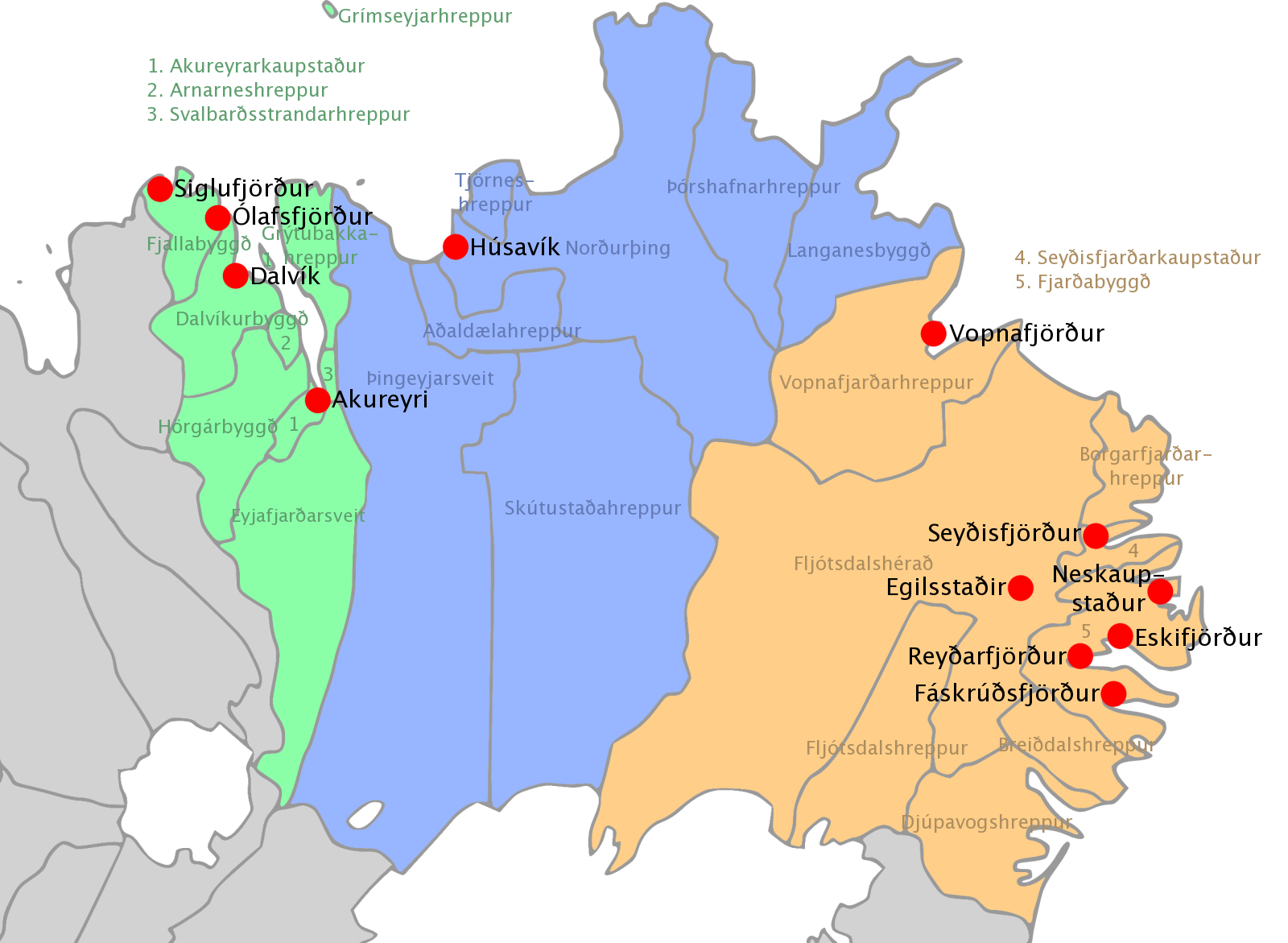
Circonscription de Norðausturkjördæmi.

Norðausturkjördæmi (ou Nord Est) est l'une des six circonscriptions électorales en Islande.

## Géographie et démographie
Cette circonscription comprend la partie nord-est de l'Islande. Depuis 2007, la circonscription dispose de 10 sièges à l'Althing. Elle a été instaurée par la réforme constitutionnelle de 1999 et les premières élections législatives ont eu lieu dans cette circonscription en 2003. La population de cette circonscription est de 39 621 habitants.

## Municipalités
Les municipalités incluent : Fjallabyggð, Dalvíkurbyggð, Arnarneshreppur, Hörgársveit, Akureyri, Eyjafjarðarsveit, Svalbarðsstrandarhreppur, Grýtubakkahreppur, Þingeyjarsveit, Skútustaðahreppur, Norðurþing, Tjörneshreppur, Svalbarðshreppur, Langanesbyggð, Vopnafjarðarhreppur, Fljótsdalshérað, Fljótsdalshreppur, Borgarfjarðarhreppur, Seyðisfjörður, Fjarðabyggð, Breiðdalshreppur et Djúpavogshreppur.

## Élections

### 2024
| Parti                  | Parti                                | Voix   | %     | +/-   | Sièges | +/-           | A.S.c. |
| ---------------------- | ------------------------------------ | ------ | ----- | ----- | ------ | ------------- | ------ |
|                        | L'Alliance (S)                       | 5 183  | 21,30 | 10,83 | 2      | 1             | -      |
|                        | Parti du centre (M)                  | 3 818  | 15,69 | 6,80  | 2      | 1             | -      |
|                        | Parti de l'indépendance (D)          | 3 652  | 15,01 | 3,46  | 2      | en stagnation | -      |
|                        | Parti du peuple (F)                  | 3 475  | 14,28 | 5,67  | 1      | en stagnation | -      |
|                        | Parti du progrès (B)                 | 3 445  | 14,16 | 11,40 | 1      | 2             | +1     |
|                        | Parti de la réforme (C)              | 2 296  | 9,44  | 4,07  | 1      | 1             | -      |
|                        | Parti socialiste islandais (J)       | 924    | 3,80  | 0,25  | 0      | en stagnation | -      |
|                        | Mouvement des verts et de gauche (V) | 920    | 3,78  | 9,14  | 0      | 1             | -      |
|                        | Parti pirate (P)                     | 438    | 1,80  | 3,54  | 0      | en stagnation | -      |
|                        | Parti démocrate (L)                  | 183    | 0,75  | Nv.   | 0      | en stagnation | -      |
|                        |                                      |        |       |       |        |               |        |
| Suffrages exprimés     | Suffrages exprimés                   | 24 334 | 98,09 |       |        |               |        |
| Votes blancs et nuls   | Votes blancs et nuls                 | 475    | 1,91  |       |        |               |        |
| Total                  | Total                                | 24 809 | 100   | -     | 9      | en stagnation | 1      |
| Abstention             | Abstention                           | 6 262  | 20,15 |       |        |               |        |
| Inscrits/Participation | Inscrits/Participation               | 31 071 | 79,85 |       |        |               |        |

| Parti | Parti | Députés                                                |
| ----- | ----- | ------------------------------------------------------ |
|       | S     | - Eydís Ásbjörnsdóttir - Logi Már Einarsson            |
|       | M     | - Sigmundur Davíð Gunnlaugsson - Þorgrímur Sigmundsson |
|       | D     | - Jens Garðar Helgason - Njáll Trausti Friðbertsson    |
|       | F     | - Sigurjón Þórðarson                                   |
|       | B     | - Ingibjörg Ólöf Isaksen - Þórarinn Ingi Pétursson (C) |
|       | C     | - Ingvar Þóroddsson                                    |

### 2021
| Partis                 | Partis                               | Voix   | %     | +/−   | Sièges | +/−           | A.S.c. |
| ---------------------- | ------------------------------------ | ------ | ----- | ----- | ------ | ------------- | ------ |
|                        | Parti du progrès (B)                 | 6 016  | 25,56 | 11,22 | 3      | 1             | -      |
|                        | Parti de l'indépendance (D)          | 4 346  | 18,47 | 1,80  | 2      | en stagnation | -      |
|                        | Mouvement des verts et de gauche (V) | 3 040  | 12,92 | 6,99  | 1      | 1             | +1     |
|                        | L'Alliance (S)                       | 2 465  | 10,47 | 3,40  | 1      | en stagnation | -      |
|                        | Parti du centre (M)                  | 2 092  | 8,89  | 9,70  | 1      | 1             | -      |
|                        | Parti du peuple (F)                  | 2 026  | 8,61  | 4,35  | 1      | 1             | -      |
|                        | Parti de la réforme (C)              | 1 263  | 5,37  | 3,27  | 0      | en stagnation | -      |
|                        | Parti pirate (P)                     | 1 256  | 5,34  | 0,14  | 0      | en stagnation | -      |
|                        | Parti socialiste islandais (J)       | 954    | 4,05  | Nv.   | 0      | en stagnation | -      |
|                        | Parti libéral-démocrate (O)          | 78     | 0,33  | Nv.   | 0      | en stagnation | -      |
|                        |                                      |        |       |       |        |               |        |
| Votes valides          | Votes valides                        | 23 536 | 97,34 |       |        |               |        |
| Votes blancs et nuls   | Votes blancs et nuls                 | 644    | 2,66  |       |        |               |        |
| Total                  | Total                                | 24 180 | 100   | -     | 9      | en stagnation | 1      |
| Abstentions            | Abstentions                          | 5 667  | 18,99 |       |        |               |        |
| Inscrits/Participation | Inscrits/Participation               | 29 847 | 81,01 |       |        |               |        |

| Parti | Parti | Députés                                                                       |
| ----- | ----- | ----------------------------------------------------------------------------- |
|       | B     | - Líneik Anna Sævarsdóttir - Þórarinn Ingi Pétursson - Ingibjörg Ólöf Isaksen |
|       | D     | - Berglind Ósk Guðmundsdóttir - Njáll Trausti Friðbertsson                    |
|       | V     | - Bjarkey Gunnarsdóttir - Jódís Skúladóttir (C)                               |
|       | S     | - Logi Már Einarsson                                                          |
|       | M     | - Sigmundur Davíð Gunnlaugsson                                                |
|       | F     | - Jakob Frímann Magnússon                                                     |

### 2017
| Partis                 | Partis                               | Voix   | %     | +/−  | Sièges | +/−           | A.S.c. |
| ---------------------- | ------------------------------------ | ------ | ----- | ---- | ------ | ------------- | ------ |
|                        | Parti de l'indépendance (D)          | 4 787  | 20,27 | 6,22 | 2      | 1             | -      |
|                        | Mouvement des verts et de gauche (V) | 4 700  | 19,91 | 0,08 | 2      | en stagnation | -      |
|                        | Parti du centre (M)                  | 4 389  | 18,59 | Nv.  | 2      | 2             | -      |
|                        | Parti du progrès (B)                 | 3 386  | 14,34 | 5,67 | 2      | en stagnation | -      |
|                        | L'Alliance (S)                       | 3 275  | 13,87 | 5,87 | 1      | en stagnation | +1     |
|                        | Parti pirate (Þ)                     | 1 295  | 5,48  | 4,50 | 0      | 1             | -      |
|                        | Parti du peuple (F)                  | 1 005  | 4,26  | 1,42 | 0      | en stagnation | -      |
|                        | Parti de la réforme (C)              | 495    | 2,10  | 4,43 | 0      | en stagnation | -      |
|                        | Avenir radieux (A)                   | 169    | 0,72  | 2,69 | 0      | en stagnation | -      |
|                        | Front populaire islandais (R)        | 110    | 0,47  | 0,46 | 0      | en stagnation | -      |
|                        |                                      |        |       |      |        |               |        |
| Votes valides          | Votes valides                        | 23 609 | 96,73 |      |        |               |        |
| Votes blancs et nuls   | Votes blancs et nuls                 | 798    | 3,27  |      |        |               |        |
| Total                  | Total                                | 24 409 | 100   | -    | 9      | en stagnation | 1      |
| Abstentions            | Abstentions                          | 5 211  | 17,59 |      |        |               |        |
| Inscrits/Participation | Inscrits/Participation               | 29 618 | 82,41 |      |        |               |        |

| Parti | Parti | Députés                                                    |
| ----- | ----- | ---------------------------------------------------------- |
|       | D     | - Kristján Þór Júlíusson - Njáll Trausti Friðbertsson      |
|       | V     | - Bjarkey Gunnarsdóttir - Steingrímur J. Sigfússon         |
|       | M     | - Anna Kolbrún Árnadóttir - Sigmundur Davíð Gunnlaugsson   |
|       | B     | - Líneik Anna Sævarsdóttir - Þórunn Egilsdóttir            |
|       | S     | - Albertína Friðbjörg Elíasdóttir (C) - Logi Már Einarsson |

### 2016
| Parti                  | Parti                                | Voix   | %     | +/-   | Sièges | +/-           | A.S.c. |
| ---------------------- | ------------------------------------ | ------ | ----- | ----- | ------ | ------------- | ------ |
|                        | Parti de l'indépendance (D)          | 6 014  | 26,49 | 3,92  | 3      | 1             | -      |
|                        | Parti du progrès (B)                 | 4 542  | 20,01 | 14,61 | 2      | 2             | -      |
|                        | Mouvement des verts et de gauche (V) | 4 539  | 19,99 | 4,18  | 2      | en stagnation | -      |
|                        | Parti pirate (Þ)                     | 2 265  | 9,98  | 6,95  | 1      | 1             | -      |
|                        | L'Alliance (S)                       | 1 816  | 8,00  | 2,61  | 1      | en stagnation | -      |
|                        | Parti de la réforme (C)              | 1 482  | 6,53  | Nv.   | 0      | en stagnation | +1     |
|                        | Avenir radieux (A)                   | 774    | 3,41  | 3,10  | 0      | en stagnation | -      |
|                        | Parti du peuple (F)                  | 645    | 2,84  | Nv.   | 0      | en stagnation | -      |
|                        | Aube (T)                             | 415    | 1,83  | 0,12  | 0      | en stagnation | -      |
|                        | Front populaire islandais (R)        | 211    | 0,93  | Nv.   | 0      | en stagnation | -      |
|                        |                                      |        |       |       |        |               |        |
| Suffrages exprimés     | Suffrages exprimés                   | 22 703 | 96,15 |       |        |               |        |
| Votes blancs et nuls   | Votes blancs et nuls                 | 910    | 3,85  |       |        |               |        |
| Total                  | Total                                | 23 613 | 100   | -     | 9      | en stagnation | 1      |
| Abstention             | Abstention                           | 5 951  | 20,13 |       |        |               |        |
| Inscrits/Participation | Inscrits/Participation               | 29 564 | 79,87 |       |        |               |        |

| Parti | Parti | Députés                                                                         |
| ----- | ----- | ------------------------------------------------------------------------------- |
|       | D     | - Kristján Þór Júlíusson - Njáll Trausti Friðbertsson - Valgerður Gunnarsdóttir |
|       | B     | - Sigmundur Davíð Gunnlaugsson - Þórunn Egilsdóttir                             |
|       | V     | - Bjarkey Gunnarsdóttir - Steingrímur J. Sigfússon                              |
|       | Þ     | - Einar Aðalsteinn Brynjólfsson                                                 |
|       | S     | - Logi Már Einarsson                                                            |
|       | C     | - Benedikt Jóhannesson (C)                                                      |

### 2013
|                        | Parti du progrès (B)                 | 8 173  | 34,62 | 9,35  | 4 | 2             | -  |  |  |  |  |  |  |  |  |  |
|                        | Parti de l'indépendance (D)          | 5 327  | 22,57 | 5,11  | 2 | en stagnation | -  |  |  |  |  |  |  |  |  |  |
|                        | Mouvement des verts et de gauche (V) | 3 733  | 15,81 | 13,88 | 2 | 1             | -  |  |  |  |  |  |  |  |  |  |
|                        | L'Alliance (S)                       | 2 505  | 10,61 | 12,12 | 1 | 1             | -  |  |  |  |  |  |  |  |  |  |
|                        | Avenir radieux (A)                   | 1 537  | 6,51  | Nv.   | 0 | en stagnation | +1 |  |  |  |  |  |  |  |  |  |
|                        | Parti pirate (Þ)                     | 716    | 3,03  | Nv.   | 0 | en stagnation | -  |  |  |  |  |  |  |  |  |  |
|                        | Aube (T)                             | 460    | 1,95  | Nv.   | 0 | en stagnation | -  |  |  |  |  |  |  |  |  |  |
|                        | Parti démocrate (L)                  | 313    | 1,33  | Nv.   | 0 | en stagnation | -  |  |  |  |  |  |  |  |  |  |
|                        | Arc-en-ciel (J)                      | 306    | 1,30  | Nv.   | 0 | en stagnation | -  |  |  |  |  |  |  |  |  |  |
|                        | Mouvement Vert de droite (G)         | 296    | 1,25  | Nv.   | 0 | en stagnation | -  |  |  |  |  |  |  |  |  |  |
|                        | Parti des ménages (I)                | 241    | 1,02  | Nv.   | 0 | en stagnation | -  |  |  |  |  |  |  |  |  |  |
|                        |                                      |        |       |       |   |               |    |  |  |  |  |  |  |  |  |  |
| Suffrages exprimés     | Suffrages exprimés                   | 23 607 | 97,44 |       |   |               |    |  |  |  |  |  |  |  |  |  |
| Votes blancs et nuls   | Votes blancs et nuls                 | 620    | 2,56  |       |   |               |    |  |  |  |  |  |  |  |  |  |
| Total                  | Total                                | 24 227 | 100   | -     | 9 | en stagnation | 1  |  |  |  |  |  |  |  |  |  |
| Abstention             | Abstention                           | 4 808  | 16,56 |       |   |               |    |  |  |  |  |  |  |  |  |  |
| Inscrits/Participation | Inscrits/Participation               | 29 035 | 83,44 |       |   |               |    |  |  |  |  |  |  |  |  |  |

| Parti | Parti | Députés                                                                                                |
| ----- | ----- | --- |
|       | B     | - Höskuldur Þórhallsson - Líneik Anna Sævarsdóttir - Sigmundur Davíð Gunnlaugsson - Þórunn Egilsdóttir |
|       | D     | - Kristján Þór Júlíusson - Valgerður Gunnarsdóttir                                                     |
|       | V     | - Bjarkey Gunnarsdóttir - Steingrímur J. Sigfússon                                                     |
|       | S     | - Kristján L. Möller                                                                                   |
|       | A     | - Brynhildur Pétursdóttir (C)                                                                          |

### 2009
|                        | Mouvement des verts et de gauche (V) | 6 937  | 29,69 | 10,13 | 3 | 1             | -  |  |  |  |  |  |  |  |  |  |
|                        | Parti du progrès (B)                 | 5 905  | 25,27 | 0,70  | 2 | en stagnation | -  |  |  |  |  |  |  |  |  |  |
|                        | L'Alliance (S)                       | 5 312  | 22,73 | 1,96  | 2 | en stagnation | +1 |  |  |  |  |  |  |  |  |  |
|                        | Parti de l'indépendance (D)          | 4 079  | 17,46 | 10,53 | 2 | 1             | -  |  |  |  |  |  |  |  |  |  |
|                        | Mouvement des citoyens (O)           | 690    | 2,95  | Nv.   | 0 | en stagnation | -  |  |  |  |  |  |  |  |  |  |
|                        | Parti libéral (F)                    | 384    | 1,64  | 4,27  | 0 | en stagnation | -  |  |  |  |  |  |  |  |  |  |
|                        | Mouvement pour la démocratie (P)     | 61     | 0,26  | Nv.   | 0 | en stagnation | -  |  |  |  |  |  |  |  |  |  |
|                        |                                      |        |       |       |   |               |    |  |  |  |  |  |  |  |  |  |
| Suffrages exprimés     | Suffrages exprimés                   | 23 368 | 96,37 |       |   |               |    |  |  |  |  |  |  |  |  |  |
| Votes blancs et nuls   | Votes blancs et nuls                 | 881    | 3,63  |       |   |               |    |  |  |  |  |  |  |  |  |  |
| Total                  | Total                                | 24 249 | 100   | -     | 9 | en stagnation | 1  |  |  |  |  |  |  |  |  |  |
| Abstention             | Abstention                           | 4 103  | 14,47 |       |   |               |    |  |  |  |  |  |  |  |  |  |
| Inscrits/Participation | Inscrits/Participation               | 28 352 | 85,53 |       |   |               |    |  |  |  |  |  |  |  |  |  |

| Parti | Parti | Députés                                                                          |
| ----- | ----- | -------------------------------------------------------------------------------- |
|       | V     | - Steingrímur J. Sigfússon - Þuríður Backman - Björn Valur Gíslason              |
|       | B     | - Birkir Jón Jónsson - Höskuldur Þór Þórhallsson                                 |
|       | S     | - Kristján L. Möller - Sigmundur Ernir Rúnarsson - Jónína Rós Guðmundsdóttir (C) |
|       | D     | - Kristján Þór Júlíusson - Tryggvi Þór Herbertsson                               |

### 2007
|                        | Parti de l'indépendance (D)             | 6 522  | 27,99 | 4,46 | 3 | 1             | -  |  |  |  |  |  |  |  |  |  |
|                        | Parti du progrès (B)                    | 5 726  | 24,57 | 8,20 | 2 | 2             | +1 |  |  |  |  |  |  |  |  |  |
|                        | L'Alliance (S)                          | 4 840  | 20,77 | 2,58 | 2 | en stagnation | -  |  |  |  |  |  |  |  |  |  |
|                        | Mouvement des verts et de gauche (V)    | 4 558  | 19,56 | 5,43 | 2 | 1             | -  |  |  |  |  |  |  |  |  |  |
|                        | Parti libéral (F)                       | 1 378  | 5,91  | 0,27 | 0 | en stagnation | -  |  |  |  |  |  |  |  |  |  |
|                        | Mouvement islandais - Terre vivante (I) | 278    | 1,19  | Nv.  | 0 | en stagnation | -  |  |  |  |  |  |  |  |  |  |
|                        |                                         |        |       |      |   |               |    |  |  |  |  |  |  |  |  |  |
| Suffrages exprimés     | Suffrages exprimés                      | 23 302 | 98,55 |      |   |               |    |  |  |  |  |  |  |  |  |  |
| Votes blancs et nuls   | Votes blancs et nuls                    | 342    | 1,45  |      |   |               |    |  |  |  |  |  |  |  |  |  |
| Total                  | Total                                   | 23 644 | 100   | -    | 9 | en stagnation | 1  |  |  |  |  |  |  |  |  |  |
| Abstention             | Abstention                              | 4 237  | 15,20 |      |   |               |    |  |  |  |  |  |  |  |  |  |
| Inscrits/Participation | Inscrits/Participation                  | 27 881 | 84,80 |      |   |               |    |  |  |  |  |  |  |  |  |  |

| Parti | Parti | Députés                                                                    |
| ----- | ----- | -------------------------------------------------------------------------- |
|       | D     | - Arnbjörg Sveinsdóttir - Kristján Þór Júlíusson - Ólöf Nordal             |
|       | B     | - Birkir Jón Jónsson - Höskuldur Þórhallsson (C) - Valgerður Sverrisdóttir |
|       | S     | - Einar Már Sigurðarson - Kristján L. Möller                               |
|       | V     | - Steingrímur J. Sigfússon - Þuríður Backman                               |

### 2003
| Parti                  | Parti                                | Voix   | %     | +/-  | Sièges | +/-           | A.S.c. |
| ---------------------- | ------------------------------------ | ------ | ----- | ---- | ------ | ------------- | ------ |
|                        | Parti du progrès (B)                 | 7 722  | 32,77 | 3,60 | 4      | 3             | -      |
|                        | Parti de l'indépendance (D)          | 5 544  | 23,53 | 6,32 | 2      | en stagnation | -      |
|                        | L'Alliance (S)                       | 5 503  | 23,35 | 6,57 | 2      | 1             | -      |
|                        | Mouvement des verts et de gauche (V) | 3 329  | 14,13 | 7,91 | 1      | en stagnation | +1     |
|                        | Parti libéral (F)                    | 1 329  | 5,64  | 3,76 | 0      | en stagnation | -      |
|                        | Nouvelle Force (N)                   | 136    | 0,58  | Nv.  | 0      | en stagnation | -      |
|                        |                                      |        |       |      |        |               |        |
| Suffrages exprimés     | Suffrages exprimés                   | 23 563 | 98,69 |      |        |               |        |
| Votes blancs et nuls   | Votes blancs et nuls                 | 314    | 1,31  |      |        |               |        |
| Total                  | Total                                | 23 877 | 100   | -    | 9      | 4             | 1      |
| Abstention             | Abstention                           | 3 421  | 12,53 |      |        |               |        |
| Inscrits/Participation | Inscrits/Participation               | 27 298 | 87,47 |      |        |               |        |

| Parti | Parti | Députés                                                                              |
| ----- | ----- | ------------------------------------------------------------------------------------ |
|       | B     | - Birkir Jón Jónsson - Dagný Jónsdóttir - Jón Kristjánsson - Valgerður Sverrisdóttir |
|       | D     | - Halldór Blöndal - Tómas Ingi Olrich                                                |
|       | S     | - Einar Már Sigurðarson - Kristján L. Möller                                         |
|       | V     | - Steingrímur J. Sigfússon - Þuríður Backman (C)                                     |